# Ácido lisofosfatídico
O ácido lisofosfatídico (LPA - Lysophosphatidic acid) é um derivado fosfolipídeo que atua como um potente sinalizador molecular.